# Eugippius
Eugippius was een discipel en biograaf van Severinus van Noricum. Na de dood van Severinus in 492 nam hij diens overblijfselen mee naar Napels, waar hij een klooster stichtte op het terrein van een 1e-eeuwse Romeinse villa, het Castrum Lucullanum (op de plaats van het latere Castel dell'Ovo).
Terwijl hij in Napels verbleef schreef Eugippius een 1000 pagina lange anthologie van de werken van Augustinus van Hippo. Ook produceerde hij andere wetenschappelijke werken van hoge kwaliteit.